# Estação Mauricio Baez
A Estação Mauricio Baez é uma das estações do Metrô de Santo Domingo, situada em Santo Domingo, entre a Estação Coronel Rafael Tomas Fernández e a Estação Ramón Cáceres. Administrada pela Oficina para el Reordenamiento del Transporte (OPRET), faz parte da Linha 2.
Foi inaugurada em 1º de abril de 2013. Localiza-se no cruzamento da Rodovia V Centenario com a Rua Francisco Villaespesa.